# 石川香織
石川 香織（いしかわ かおり、1984年5月10日 - ）は、日本の政治家、元アナウンサー。立憲民主党所属の衆議院議員（3期）。第48回衆議院議員総選挙に出馬して初当選した。元衆議院議員の石川知裕は配偶者。旧姓名の阪中香織で元日本BS放送のアナウンサーとして活動した。

## 経歴・人物
神奈川県横浜市出身で、のちに東京都大田区へ移住し大田区立山王小学校を卒業する。中学校から聖心女子学院で学び、聖心女子大学文学部哲学科を卒業する。
2007年4月に日本BS放送 (BS11) に入社する。当初は総合職として勤務し、2007年12月にBS11が放送を開始するとアナウンス業務も担い、報道、バラエティ、ショッピング番組などを担当した。
2009年6月に父親で投資コンサルタント会社を経営する阪中彰夫は、「ペイントハウス」社が2005年に実施した増資をめぐる問題で東京地検特捜部に偽計取引容疑で逮捕された。2007年11月の時点で証券取引等監視委員会が強制捜査した情報を日本BS放送も得て、香織は2009年春頃に担当していた番組を降板したが11月にアナウンサー職に復帰し、スポーツ中継番組や報道番組に出演する。
2011年10月3日に石川知裕と結婚し、日本BS放送を退職して石川の選挙区である北海道11区内の北海道帯広市へ移住する。のちに長男と長女を出産する。
2017年9月26日に民進党から第48回衆議院議員総選挙の北海道11区の公認内定を受けるが、直後に民進党が分裂する。10月3日に立憲民主党公認で立候補する意向を表明する。中川郁子（自由民主党公認、公明党・新党大地推薦）との一騎打ちを制して初当選した。中川は比例復活しなかった。
2020年8月24日に旧立憲民主党と旧国民民主党は、2つの無所属グループを加えて合流新党を結成することで合意した。9月10日の新「立憲民主党」代表選挙で枝野幸男の推薦人に名を連ねた。
2021年10月31日の第49回衆議院議員総選挙に立憲民主党公認で立候補し、中川を破り再選される。中川は比例復活で当選する。11月30日の、枝野幸男代表の辞任に伴う代表選挙で逢坂誠二の推薦人に名を連ねた。
2024年9月23日に実施された代表選挙では枝野幸男の推薦人に名を連ねた。同月30日、野田「次の内閣」ネクスト地方創生・消費者・沖縄北方担当大臣に就任。
2024年10月27日の第50回衆議院議員総選挙に立憲民主党公認で立候補し、中川を破り3選。

## 政策・主張

### 憲法
- 憲法改正についての各メディアのアンケートの結果は以下のとおり。
  - 2017年 - 朝日新聞社には「どちらかといえば反対」と回答[21]。
  - 2021年 - 朝日新聞社には「反対」と回答[22]。
  - 2024年 - NHKには「反対」と回答[23]。

- 憲法9条への自衛隊の明記について、2021年、2024年のNHKのアンケートで「反対」と回答[24][23]。

- 憲法を改正し緊急事態条項を設けることについて、2021年の毎日新聞社、2024年のNHKのアンケートで「反対」と回答[25][23]。

### 外交・安全保障
- 安全保障関連法の成立について、2017年のアンケートで「評価しない」と回答[21]。

- 「他国からの攻撃が予想される場合には敵基地攻撃もためらうべきではない」との問題提起に対し、2021年のアンケートで「反対」と回答[22]。

- 「北朝鮮に対しては対話よりも圧力を優先すべきだ」との問題提起に対し、2017年、2021年のアンケートで「どちらとも言えない」と回答[21][22]。

- 普天間基地の辺野古移設について、2021年のアンケートで「反対」と回答[22]。

- 徴用工訴訟などの歴史問題をめぐる日韓の関係悪化についてどう考えるかとの問いに対し、2021年の毎日新聞社のアンケートで「より柔軟な態度で臨む」と回答[25]。

### ジェンダー
- 選択的夫婦別姓制度の導入についての各メディアのアンケートの結果は以下のとおり。
  - 2017年 - 朝日新聞社には「どちらかといえば賛成」と回答[21]。
  - 2021年 - 朝日新聞社には「賛成」と回答[22]。
  - 2024年 - NHKには「賛成」と回答[23]。

- 同性婚を可能とする法改正についての各メディアのアンケートの結果は以下のとおり。
  - 2017年 - 朝日新聞社には「どちらかといえば賛成」と回答[21]。
  - 2021年 - 朝日新聞社には「賛成」と回答[22]。
  - 2024年 - NHKには「賛成」と回答[23]。

- 「LGBTなど性的少数者をめぐる理解増進法案を早期に成立させるべきか」との問題提起に対し、2021年のアンケートで「賛成」と回答[22]。

- クオータ制の導入について、2021年のNHKのアンケートで「どちらかといえば賛成」と回答[24]。2024年のNHKのアンケートで「賛成」と回答[24]。

### その他
- アベノミクスについて、2017年のアンケートで「どちらかといえば評価しない」と回答[21]。
- 安倍内閣による森友学園問題・加計学園問題への対応について、2017年のアンケートで「評価しない」と回答[21]。
- 森友学園への国有地売却をめぐる公文書改竄問題で、2021年5月6日、国は「赤木ファイル」の存在を初めて認めた[26]。しかし5月13日、菅義偉首相はファイルの存在を踏まえた再調査を行わない考えを報道各社に書面で示した[27]。9月の自民党総裁選挙で総裁に選出された岸田文雄も10月11日、衆議院本会議の代表質問で再調査の実施を否定した[28]。国の対応をどう考えるかとの同年の毎日新聞社のアンケートに対し「さらに調査や説明をすべきだ」と回答[25]。
- 原子力発電への依存度について、2021年のアンケートで「ゼロにすべき」と回答[24]。
- 共謀罪法を評価しない[21]。
- 幼稚園・保育所から大学まで教育を無償化すべきだ[21]。
- 当面は財政再建よりも景気対策のために財政出動を行うべきだ[21]。
- 経済競争力を多少犠牲にしても格差是正を優先すべきだ[21]。
- 所得や資産の多い人に対する課税を強化すべきだ[21]。
- 治安を守るためにプライバシーの権利が制約されるのはおかしい[21]。
- 外国人労働者の受け入れにどちらかと言えば賛成[21]。
- 首相は靖国神社に参拝すべきでない[21]。
- 一人親家庭やDINKsなど家族の形は多様でよい[21]。
- 消費税10％増税にどちらかと言えば反対[21]。

## 議員連盟
- 水産業・漁村振興議員連盟（事務局次長）
- 食の安全・安心を創る議員連盟[29]
- 自転車活用推進議員連盟[30]
- アイヌ政策推進議員連盟[31]
- 立憲民主党 科学技術・イノベーション議員連盟
- 子どもへのワクチン接種とワクチン後遺症を考える超党派議員連盟[32]
- 人権外交を超党派で考える議員連盟 [33]

## 出演番組

### 学生時代
- みんなが出るテレビ（テレビ神奈川、2005年7月 - 2006年6月）
- News Access（BS朝日）

### BS11
- ムービーコンシェルジュ
- 大人の自由時間（金曜日を主に担当）
- BS11スペシャル（メルシートゥフェスタ）
- BS11テレビ講座シリーズ「ゼロから始めるマンガ上達塾」
- 第34回ABSジャパンオープンボウリング選手権 - リポーター
- INsideOUT（主に火・水曜日 → 木曜日を担当）
- BS11ニュース
- ビックカメラ　タイムセールTV

他、番組や番組宣伝CMのナレーション、提供読みも担当

### BS11退社後
- 辛坊・宮根のワケあり！？ジャパン（ytv、2011年11月20日・11月27日） - パネリスト
- たかじんのそこまで言って委員会（ytv、2012年5月6日） - パネリスト

### 衆議院議員当選後
- 加藤浩次vs政治家〜政治の面白いところ集めました〜」（フジテレビ、2017年11月5日）[34]

## 人物
- 大学在学中、テレビ朝日アスクに通い、アナウンサーを目指す傍ら、『みんなが出るテレビ』 (tvk)の女子大生リポーター、『News Access』（BS朝日）のキャスターとして出演。共演していた成嶋早穂（元東海テレビアナウンサー）とは現在でも親交が深い[35]。
- 2012年10月時点で石川は日本BS放送（BS11）局では歴代で唯一の直接雇用（正社員）アナウンサーであった。
- 趣味については一人カラオケを挙げている[36]。
- 好きなゲーム・漫画・アニメとして、寄生獣、ルナティック雑技団、島耕作を挙げている[37]。
- 尊敬する人物については渡辺カネを挙げている[36]。
- 知裕は「陸山会事件」の東京地裁での第一審判決で有罪判決を受ける（2014年10月に有罪が確定[38]）こととなるが、すでに知裕と交際していた香織は自身の仕事柄、交際相手の裁判のニュースを読まなければならず「平静を装うのに必死だった」という。
- 当初は夫の知裕が衆議院議員総選挙に出馬するつもりでいたが、陸山会事件有罪判決による知裕の公民権停止処分[注釈 2]が解除される前の2017年9月28日に衆議院が解散され、第48回衆議院議員総選挙として10月22日投開票の日程で行われることになり、かつ知裕の公民権停止処分が解除される前の選挙となったという事情を考慮した結果、10月3日、妻の香織が知裕に代わって出馬した。
- JR総連から組織推薦候補として支援を受けている[40]。

## 不祥事

### 選挙区内の葬儀に供花代を支出
2024年12月4日、石川が代表を務める立憲民主党の支部が、2023年に選挙区内で行われた葬儀に供花代を支出していたことが2024年11月29日に公表された政治資金収支報告書で分かった。議員が代表を務める政党支部が議員名を表記したり、名前を類推させたりする形で選挙区内の人への供花を禁じている公職選挙法に抵触する恐れがあるとの報道があった。同党の支部は、議員名は出していないと説明した。

## 選挙
| 当落 | 選挙                   | 執行日         | 年齢 | 選挙区       | 政党       | 得票数    | 得票率 | 定数 | 得票順位 /候補者数 | 政党内比例順位 /政党当選者数 |
| ---- | ---------------------- | -------------- | ---- | ------------ | ---------- | --------- | ------ | ---- | ------------------ | ---------------------------- |
| 当   | 第48回衆議院議員総選挙 | 2017年10月22日 | 33   | 北海道第11区 | 立憲民主党 | 9万8215票 | 54.47% | 1    | 1/2                | /                            |
| 当   | 第49回衆議院議員総選挙 | 2021年10月31日 | 37   | 北海道第11区 | 立憲民主党 | 9万1538票 | 51.75% | 1    | 1/2                | /                            |
| 当   | 第50回衆議院議員総選挙 | 2024年10月27日 | 40   | 北海道第11区 | 立憲民主党 | 8万4522票 | 52.25% | 1    | 1/3                | /                            |

## 政治資金

### 夫への事務所賃料支払い
2022年11月26日、自身が代表を務める立憲民主党北海道第11区総支部（十勝地域）で、2018年1月から2021年11月の間、夫である元衆院議員の石川知裕が所有する事務所を借り、家賃として計141万円（月3万円）を支払っていたことが、政治資金収支報告書で分かったと報じられた。知裕は取材に対し、「身内への支払いは道義的に問題があると指摘されているだけで法的には問題ない」と主張。香織側も同様の説明をしていた。事務所の賃料については、自民党の寺田稔前総務相や秋葉賢也復興相の団体が親族に支出していたことを問題視されている中での発覚であった。